# オープン選手権
オープン選手権（オープンせんしゅけん）は、1975年12月に全日本プロレスが行ったシングル・リーグ戦である。「史上空前 栄光の争覇戦」と銘打たれ、ジャイアント馬場・全日本のアメリカプロレス界との強いパイプを誇示した大会であった。全日本にとっては、毎春開催している「チャンピオン・カーニバル」と並ぶ「秋の一大イベント」と位置づけたが、シングル戦としては現状これだけである。なお、オープン選手権期間中の12月11日に、日本武道館で力道山家主催による特別興行「力道山十三回忌追善特別大試合」が選手権参加選手により行われた。

## 概要
- 全日本プロレス設立三周年記念
- 力道山十三回忌追善
- アメリカ合衆国建国二百年記念

- 準備委員会委員長 : 長谷川淳三
- 実行委員長 : ロード・ブレアース
- ルール : PWFルール
  1. 30分1本勝負。
  2. 得点制 : すべての勝ち2点、すべての負け0点、引き分けは時間切れ引き分けのみ1点、他は0点。
  3. 最多得点者を優勝者とする。同点者がいる場合は決定戦＝30分1本勝負を行う。
  4. 場外10カウント
- 組み合わせ方式
ファン投票によって参加20選手のランキングを制定。
ランキングを元に同時に投票された「夢の対決」カードを尊重した上で実行委員会がマッチメイクする。
ランキングでの順位奇数の選手を東番付、順位偶数の選手を西番付とし、大相撲形式で番付上位同士の対決を実現させる。
長谷川実行委員長推薦の「大相撲方式」と百田義浩委員推薦の「ラグビー対抗戦形式」をミックスさせた方式といわれる。
※実際、マッチメイクは複雑極まりないもので、ファンとしては発表されたものを受け入れるしかなかった。

## 参加選手
NWA会長のフリッツ・フォン・エリックから「アメリカのマットを空っぽにする気か?」といわれたともいう空前の豪華メンバーを集めた副産物として、総当たりリーグ戦は不可能となった（この当時は20人総当たりリーグ戦規模の長期シリーズは珍しくなかったが、このメンバーをそれだけの間拘束するのが困難だった）。トーナメントではファンの期待に応えられないとして、「大相撲形式」と称する独自のシステムが採用され、ファン投票によって参加選手の番付表を作成、それに従って対戦を組んでいくことになった。以下の参加選手一覧はその投票結果の順番である。外国人選手に関してはNWA・AWAの各プロモーターからの推薦という形式が取られた。
- ジャイアント馬場 - 全日本プロレス代表、PWFヘビー級王者、インターナショナル・タッグ王者、元NWA世界ヘビー級王者
- ドリー・ファンク・ジュニア - NWA本部およびハーマン・ガスト（アマリロ）推薦、元NWA世界ヘビー級王者
- アブドーラ・ザ・ブッチャー - ジム・バーネットNWA第1副会長（ジョージア）推薦、US太平洋地区ヘビー級王者
- ハーリー・レイス - NWA本部およびボブ・ガイゲル（カンザスシティ）推薦、元NWA世界ヘビー級王者
- ジャンボ鶴田 - 全日本プロレス代表、インターナショナル・タッグ王者
- ラッシャー木村 - 国際プロレス代表、IWA世界ヘビー級王者
- 大木金太郎 - 大韓プロレス協会代表、インターナショナル・ヘビー級王者
- ホースト・ホフマン - ボブ・ルース（シカゴ）、グスタル・カイザー（西ドイツ）推薦。ヨーロッパ・ヘビー級王者
- ダスティ・ローデス - エディ・グラハム（フロリダ）、バーン・ガニア（ミネアポリス）推薦。大西洋岸ヘビー級王者
- バロン・フォン・ラシク - ディック・アフィルス（インディアナポリス）、ブルーノ・サンマルチノ（ニューヨーク）推薦。WWA世界タッグ王者
- ザ・デストロイヤー - 全日本プロレス代表、前PWF・USヘビー級王者
- ディック・マードック - ジャック・アドキッセンNWA会長（ダラス）推薦。インターナショナル・ヘビー級王者（大木のタイトルとは別）
- ヒロ・マツダ - NWA本部およびレロイ・マクガーク（オクラホマ）推薦、NWA世界ジュニアヘビー級王者
- ドン・レオ・ジョナサン - ジン・キニスキー（カナダ・バンクーバー）、ドン・オーエン（オレゴン）推薦、前グランプリヘビー級王者
- パット・オコーナー - サム・マソニックNWA顧問・元会長（ミズーリ）推薦、元NWA世界ヘビー級王者
- ミスター・レスリング - ジム・クロケット・ジュニア（ノースカロライナ）推薦、南部ヘビー級王者
- マイティ井上 - 国際プロレス代表、IWA世界タッグ王者、元IWA世界ヘビー級王者
- グレート草津 - 国際プロレス代表、IWA世界タッグ王者
- ケン・マンテル - リー・フィールズ（アラバマ）推薦、元NWA世界ジュニアヘビー級王者
- アントン・ヘーシンク - 馬場正平（全日本プロレス代表）推薦、元柔道世界選手権者、1964年東京オリンピック柔道無差別級金メダリスト
  - 木村・草津・井上は当時全日本と交流戦を行っていた国際プロレスからの参加。ホフマンとラシクは同年まで国際プロレスと提携していたAWAのブッキングによる参加であり、以降AWAと全日本プロレスの提携が本格化した。
  - 「オープン」という名称には1972年以来のアントニオ猪木の馬場への挑戦表明に対して新日本プロレスも含めた他団体に門戸を開放し「だったらこの大会に参加してください」という意味があったが、新日本からの参加はなかった。
  - また、参加外国人メンバーの大半は、猪木が参加した場合の迎撃要員としてセメントに強い選手が揃えられたという[1]。それに対し新日本プロレス側もカール・ゴッチを代理で参加させる用意があったといわれている。

## 展開
- 12月6日に足立区体育館で開会式を行い、12月18日の川崎市体育館で最終戦が行われた。ドリーと馬場が9点、ブッチャーが8点で最終戦を迎えたが、ドリーは鶴田と時間切れ引き分け、馬場がホフマンを破って11点で優勝を決めた。大会中、馬場と木村、鶴田の初対決やドリーVSホフマンの技巧派対決、日本では最初で最後となったアメリカの黄金カードのレイスVSローデスなど、数々の夢のカードが実現した。
- 12月11日の「力道山13回忌追善特別大試合」終了後に以下の6選手が残り試合を棄権して帰国、後半戦に水を差す形となった。また、それ以外にも規定の8試合を消化しなかった選手が存在する。
レイス：10日岐阜大会のブッチャー戦での負傷（左肩亜脱臼）
ローデス、ラシク、レスリング：11日武道館大会での負傷
大木：11日武道館大会でのブッチャー戦で勝利できなかったこと、さらに百田義浩リングアナを負傷させたことで「力道山先生に申し訳ない」という理由
ヘーシンク：「成績が振るわないため」帰国
- 最終戦の川崎大会は、馬場VSホフマン戦で馬場が勝利し優勝が決定した後に、消化試合として人気投票上位のブッチャーVSデストロイヤー戦が行われるというマッチメイクであった。

## 結果
- 11点：馬場（優勝） … 8戦5勝（ラシク、ブッチャー、鶴田、木村、ホフマン）1敗（ドリー）1分（レイス）1両者リングアウト（ローデス）
- 10点：ドリー（殊勲賞） … 8戦4勝（ラシク、馬場、木村、ホフマン）1敗（ブッチャー）2分（レイス、鶴田）1両リン（ジョナサン）
- 10点：ブッチャー … 8戦5勝（ドリー、草津、ジョナサン、鶴田、デストロイヤー）1敗（馬場）2両リン（レイス、木村）
- 8点：マードック（技能賞） … 8戦2勝（ヘーシンク、草津）4分（鶴田、デストロイヤー、オコーナー、ホフマン）2両リン（大木、木村）
- 6点：鶴田（敢闘賞） … 8戦1勝（ホフマン）2敗（馬場、ブッチャー）4分（マードック、井上、マツダ、ドリー）1両リン（木村）
- 6点：木村（敢闘賞） … 8戦3勝（マンテル、ラシク、ジョナサン）2敗（ドリー、馬場）3両リン（鶴田、ブッチャー、マードック）
- 6点：ホフマン … 8戦2勝（レスリング、デストロイヤー）3敗（鶴田、ドリー、馬場）2分（オコーナー、マードック）1ダブルフォール（マツダ）
- 6点：デストロイヤー … 8戦1勝（草津）2敗（ホフマン、ブッチャー）4分（レスリング、マードック、マツダ、井上）1両リン（ジョナサン）
- 6点：マツダ … 8戦1勝（マンテル）4分（鶴田、オコーナー、デストロイヤー、井上）2両リン（ローデス、ラシク）1ダブルフォール（ホフマン）
- 6点：ジョナサン … 8戦3勝（ヘーシンク、レスリング、草津）2敗（木村、ブッチャー）3両リン（マンテル、デストロイヤー、ドリー）
- 6点：井上 … 8戦1勝（ローデス）2敗（ラシク、オコーナー）4分（鶴田、マンテル、デストロイヤー、マツダ）1両リン（レスリング）
- 5点：オコーナー … 5戦1勝（井上）1敗（マンテル）3分（ホフマン、マツダ、マードック）
- 4点：レイス … 5戦1勝（ローデス）2分（ドリー、馬場）2両リン（大木、ブッチャー）
- 3点：マンテル … 8戦1勝（オコーナー）3敗（大木、木村、マツダ）1分（井上）3両リン（ヘーシンク、ジョナサン、草津）
- 2点：大木 … 3戦1勝（マンテル）2両リン（マードック、レイス）
- 2点：ラシク … 5戦1勝（井上）3敗（馬場、木村、ドリー）1両リン（マツダ）
- 2点：草津 … 6戦1勝（レスリング）4敗（ブッチャー、デストロイヤー、マードック、ジョナサン）1両リン（マンテル）
- 1点：レスリング … 5戦3敗（ホフマン、ジョナサン、草津）1分（デストロイヤー）1両リン（井上）
- 0点：ローデス … 4戦2敗（レイス、井上）2両リン（馬場、マツダ）
- 0点：ヘーシンク … 3戦2敗（ジョナサン、マードック）1両リン（マンテル）

## 復活
2013年9月に「王道トーナメント〜2013オープン選手権〜」として「オープン選手権」の名前が38年ぶりに復活することになった。